# Belonowate
Belonowate (Belonidae) – rodzina drapieżnych ryb belonokształtnych (Beloniformes) charakteryzujących się silnie wydłużonym ciałem i długimi szczękami tworzącymi prosty dziób. Są poławiane gospodarczo.

## Występowanie
Słone i słodkie wody ciepłe i tropikalne, rzadziej w strefie umiarkowanej. W Morzu Bałtyckim występuje belona pospolita (Belone belone). Większość gatunków słodkowodnych występuje w rzekach Amazonii, pozostałe w Pakistanie, Indiach i Azji Południowo-Wschodniej.

## Cechy charakterystyczne
Ciało znacznie wydłużone, u największych osobników sięgające 2 m długości. Obydwie szczęki długie, z licznymi, drobnymi zębami. Łuski małe, cykloidalne. W płetwach brak promieni twardych. Płetwy brzuszne, grzbietowa i odbytowa przesunięte w stronę ogona. Belonowate przebywają w przypowierzchniowej strefie wody, często wyskakują ponad jej powierzchnię. Polują stadnie na ryby pelagiczne (głównie sardyny i sardele). Jaja belonowatych, otoczone długimi, czepnymi wypustkami są składane blisko brzegów. Narybek przebywa w płytkiej wodzie, wśród gęstej roślinności.

## Klasyfikacja
Rodzaje zaliczane do tej rodziny:

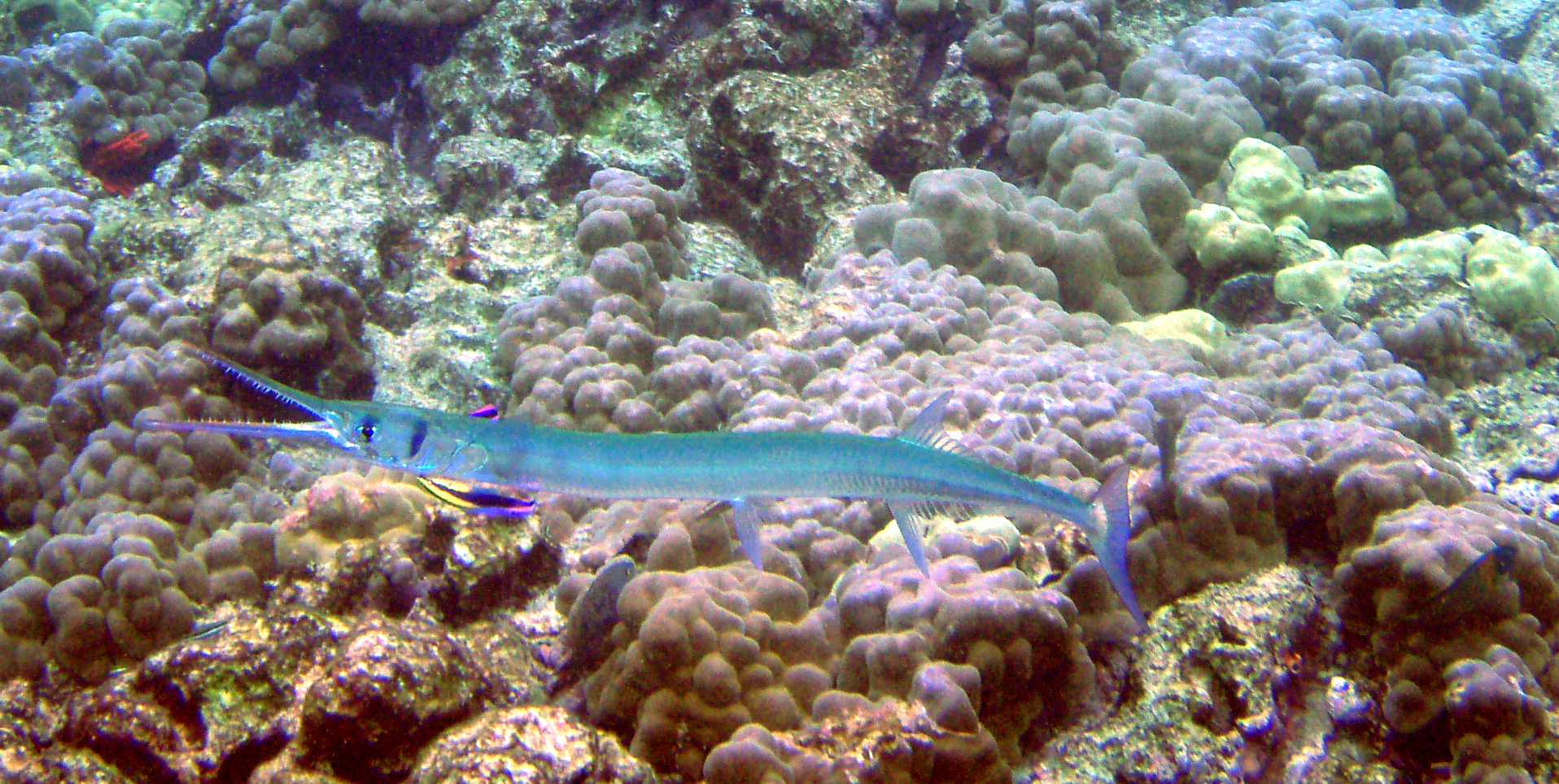
Labroides phthirophagus

Ablennes — Belone — Belonion — Petalichthys — Platybelone — Potamorrhaphis — Pseudotylosurus — Strongylura — Tylosurus — Xenentodon

## Znaczenie gospodarcze
Belonowate są poławiane gospodarczo dla smacznego mięsa, wysoko cenionego w wielu regionach świata. Wielu ludzi zraża jednak zielonkawe zabarwienie ości spowodowane zawartą biliwerdyną.